# Прапор Сінт-Трейдена
Прапор Сінт-Трейдена був офіційно затверджений муніципальною радою 9 вересня 1985 року. 7 жовтня 1985 року він був підтверджений урядом Фландрії та остаточно опублікований 8 липня 1986 року в офіційному бельгійському державному віснику.
На прапорі зображено червоного лева, на скошеному фоні золота та блакиті. Лев має язик і золоту корону. Пропорції прапора 2:3. До того, як прапор був офіційно прийнятий у 1985 році, він уже був в неофіційному обігу.
Лев походить від лева Лімбурзького герцогства. Походження жовтого і синього кольорів на фоні невідоме, але обидва кольори десятиліттями ототожнювали з містом Сінт-Трейден.

Офіційно прапор описується так: 
Скошений жовто-блакитним кольором, з червоним левом посередині, увінчаним жовтою короною.

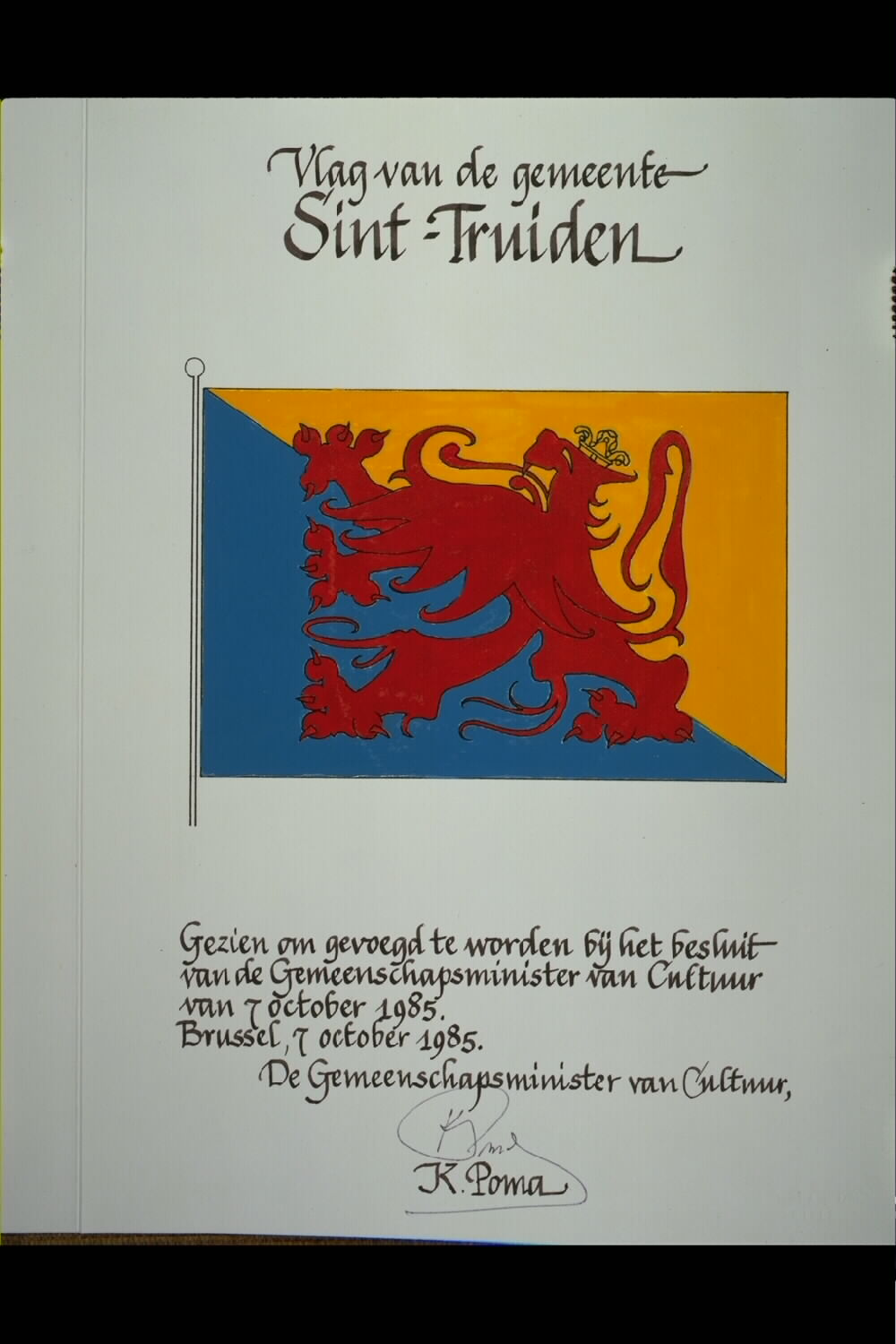
Дизайн прапора, намальований Карелом Помою